# Герб Турецької Республіки Північного Кіпру
Герб Турецької Республіки Північного Кіпру — один з офіційних символів Турецької Республіки Північного Кіпру, створений за зразком герба республіки Кіпр, з невеликими відмінностями.

## Опис
Являє собою золотий щит, на якому зображено політ білого голуба з оливковою гілкою в дзьобі. Обидва ці символи з давніх часів є символом миру. Щит від низу до гори оточений зеленим вінком.
Згори розміщений напис «1983» — рік проголошення незалежності Турецької Республіки Північного Кіпру. (На оригіналі герба вказаний 1960 рік — дата незалежності Кіпру від британського колоніального панування).
Згори розташований, символ ісламу — вертикально орієнтований білий півмісяць з зіркою, що вказує на те що саме іслам є основною релігію населення цієї країни. Також півмісяць розміщено і на державному прапорі, тільки колір змінено на червоний, що символізує зв'язок Північного Кіпру з Туреччиною.
В кінці 2007 герб республіки зазнав деяких змін, щодо пози голуба і його розташування на гербі.